# Ricardo Baroja y Nessi
Ricardo Baroja y Nessi (Minas de Riotinto, Huelva, 12 de gener de 1871 - Bera, Navarra, 19 de desembre de 1953), pintor, gravador i escriptor espanyol, germà del novel·lista Pío Baroja. Pertanyé a la Generació del 98, en un estil assimilable a l'impressionisme. Com a escriptor escrigué teatre, novel·les i contes. Participà com a col·laborador amb el Diario de Madrid construint a partir d'aquestes el nucli de l'obra “Gente del 98” publicat el 1952. El 1926 fundà i dirigí el teatre “El Mirlo Blanco”.